# Ксенија Задорина
Ксенија Ивановна Задорина (рус. Ксения Ивановна Задорина; Москва, 1. мај 1987) је руска атлетичарка, специјалиста за трчање на 400 метара. Од 2005. је репрезентативка Русије и чланица штафете 4 х 400 м.

## Каријера
На међународном дебију 2005. Ксенија Задорина је освојила сребро у појединачној конкуренцији и злато у штафетној трци на Европском првенству за јуниоре. Годину дана касније учествовала је на Светском јуниорском првенству у била четврта појединачно, а пета у штафети. Успеси се настављају и 2007. освајањем по две медаље на Европском превенству младих и Универзијади 2007. У 2009. опет је два пута стајала на победничком постољу на Европском првенству младих у Каунасу. На Европском првенству у дворани 2011. у Паризу бронзана је на 400 м и златна са штафетом (трчала у квалификацијама). Исте године на Светском првенству у Тегуу у полуфиналној трци са штафетом у којој су поред ње биле Ксенија Вдовина, Људмила Литвинова и Антоњина Кривошапка постиже најбоље светско време сезоне. У финалу штафета била је трећа. Као члан репрезентације Русије учествовала је на екипним превенствима Европе.

## Резултати
| Год. | Такмичење                                             | Место     | Дисциплина | Место | Резултат      |
| ---- | ----------------------------------------------------- | --------- | ---------- | ----- | ------------- |
| 2005 | Европско првенство за јуниоре                         | Каунас    | 400 м      | 2.    | 53,39         |
| 2005 | Европско првенство за јуниоре                         | Каунас    | 4 х 400 м  | 1.    | 3:32,63       |
| 2006 | Светско првенство за јуниоре                          | Пекинг    | 400 м      | 4.    | 51,99         |
| 2006 | Светско првенство за јуниоре                          | Пекинг    | 4 х 400 м  | 5.    | 3:33,21       |
| 2007 | Европско првенство младих                             | Дебрецин  | 400 м      | 3.    | 51,78         |
| 2007 | Европско првенство младих                             | Дебрецин  | 4 х 400 м  | 1.    | 3:26,58       |
| 2007 | Универзијада                                          | Бангкок   | 400 м      | 3.    | 51,89         |
| 2007 | Универзијада                                          | Бангкок   | 4 х 400 м  | 2.    | 3:30,49       |
| 2009 | Европско првенство младих                             | Каунас    | 400 м      | 2.    | 51,76         |
| 2009 | Европско првенство младих                             | Каунас    | 4 х 400 м  | 1.    | 3:27,59       |
| 2010 | Европско екипно првенство у атлетици 2010 — Суперлига | Берген    | 4 х 400 м  | 1.    | 3:23,76       |
| 2010 | Европско првенство                                    | Барселона | 4 х 400 м  | 1.    | 3:26,89 (el.) |
| 2011 | Европско првенство у дворани 2011.                    | Париз     | 400 м      | 3.    | 52,03         |
| 2011 | Европско првенство у дворани 2011.                    | Париз     | 4 х 400 м  | 1.    | 3:29,24       |
| 2011 | Европско екипно првенство у атлетици 2011 — Суперлига | Стокхолм  | 4 х 400 м  | 1.    | 3:27,17       |
| 2011 | Светско првенство                                     | Тегу      | 4 х 400 м  | 3.    | 3:19,36       |
| 2012 | Европско првенство                                    | Хелсинки  | 400 м      | 2.    | 51,26         |
| 2012 | Европско првенство                                    | Хелсинки  | 4 х 400 м  | 6.    | 3.28,36       |
| 2013 | Европско првенство у дворани 2013.                    | Гетеборг  | 4 х 400 м  | 2.    | 3:28,18       |